# Fenixhopen
Fenixhopen, eller SPT-CL J2344-4243, är en galaxhop på 5,7 miljarder ljusårs avstånd i stjärnbilden Fenix på södra stjärnhimlen. Hopen har en massa på 2,5 × 1015 solmassor, vilket gör den till en av de massivaste upptäckta galaxhoparna. Galaxhopen producerar också mer röntgenstrålning än någon annan känd galaxhop.
Fenixhopen har troligen varit vilande under lång tid, men har nyligen startat stjärnbildning i snabb takt i centrum. Det bildas stjärnor motsvarande ungefär 740 solmassor (M☉) per år, vilket kan jämföras med Vintergatan, här är stjärnbildningstakten cirka 1 M☉ per år.
I Fenixhopens centrum finns ett supermassivt svart hål, med en massa motsvarande 20 miljarder solmassor. Hålet är ett av de största kända i Universum, och växer med en takt av cirka 60 M☉ per år.

## Klassifikation
Fenixhopen är en typ I-hop enligt Bautz–Morgans klassifikation. Det innebär att den domineras av en ljusstark och stor cD-galax.